# Villa Hildebrandt
Die Villa Hildebrandt liegt im Stadtteil Niederlößnitz der sächsischen Stadt Radebeul, in der Borstraße 27. Sie ist benannt nach ihrem Besitzer um die Jahrhundertwende zum 20. Jahrhundert, dem Fabrikanten Emil Hildebrandt.

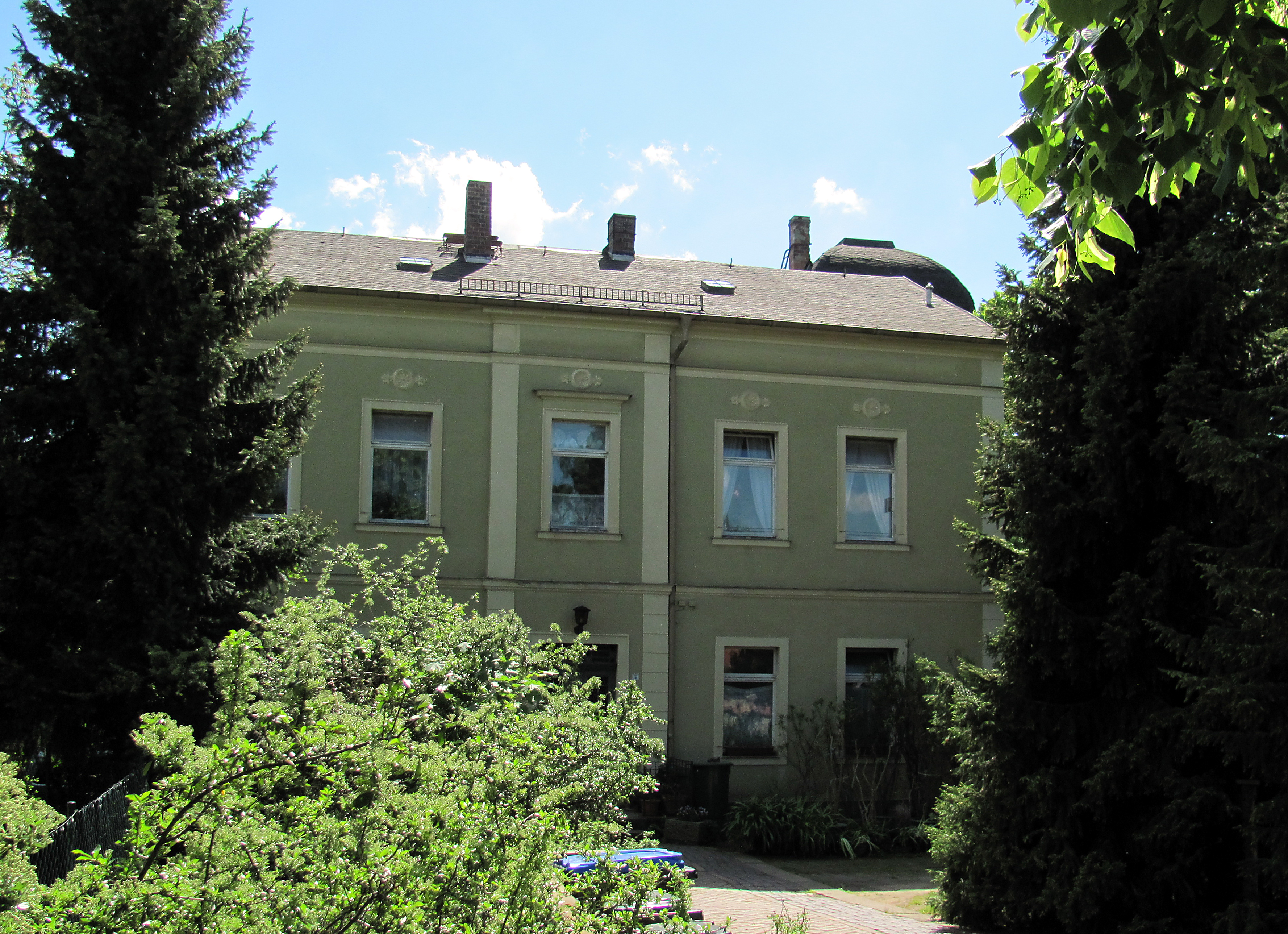
Villa Hildebrandt an der Borstraße

Bereits zu DDR-Zeiten, ab 1979, stand das Anwesen als Denkmal der Architektur unter Denkmalschutz. Laut aktuellem Denkmalausweis ist die Villa „künstlerisch und baugeschichtlich von Bedeutung“.

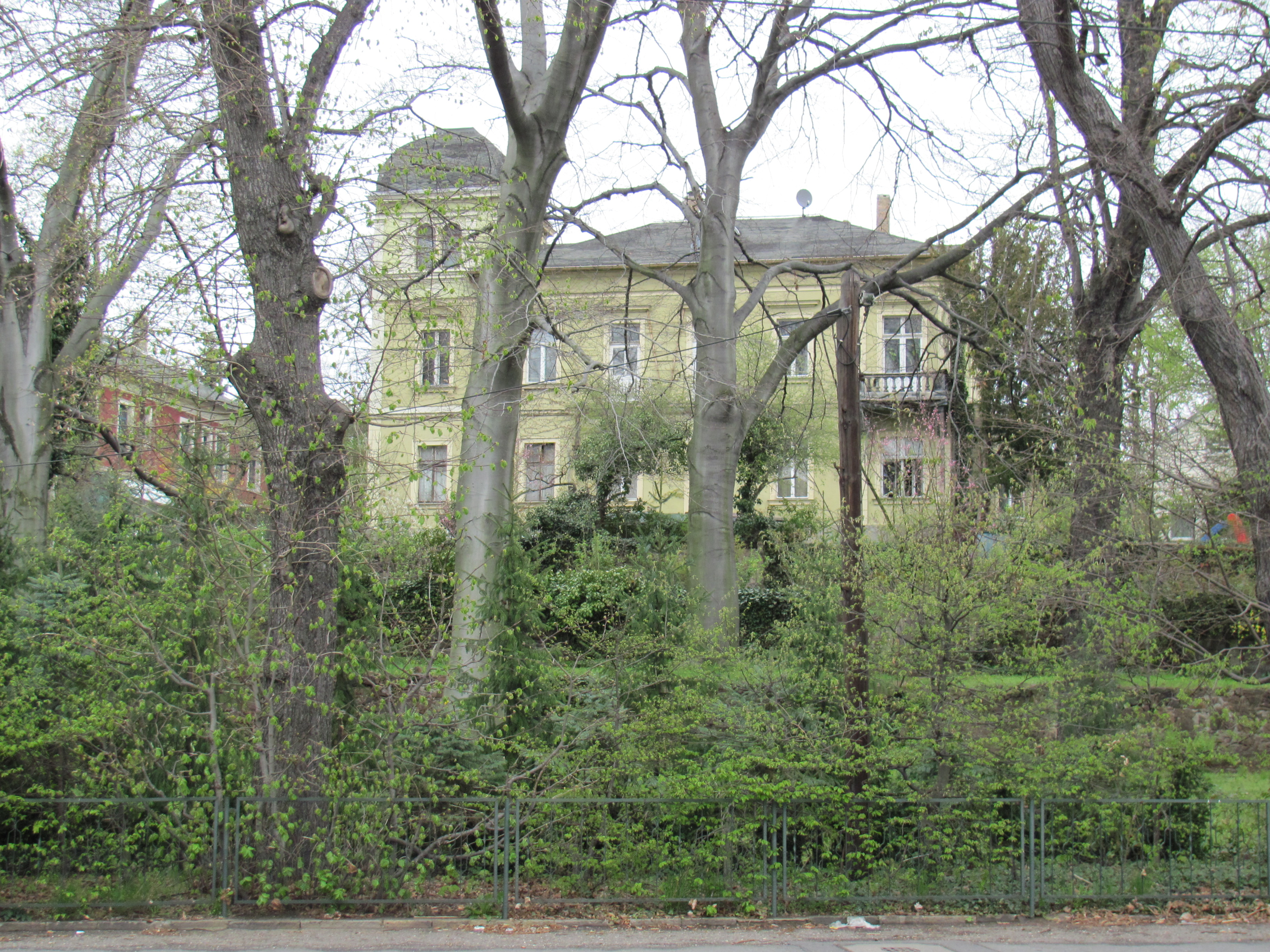
Villa Hildebrandt, von der Meißner Straße aus (2012); rechts am Gebäude ist die Eisenkonstruktion zu sehen.

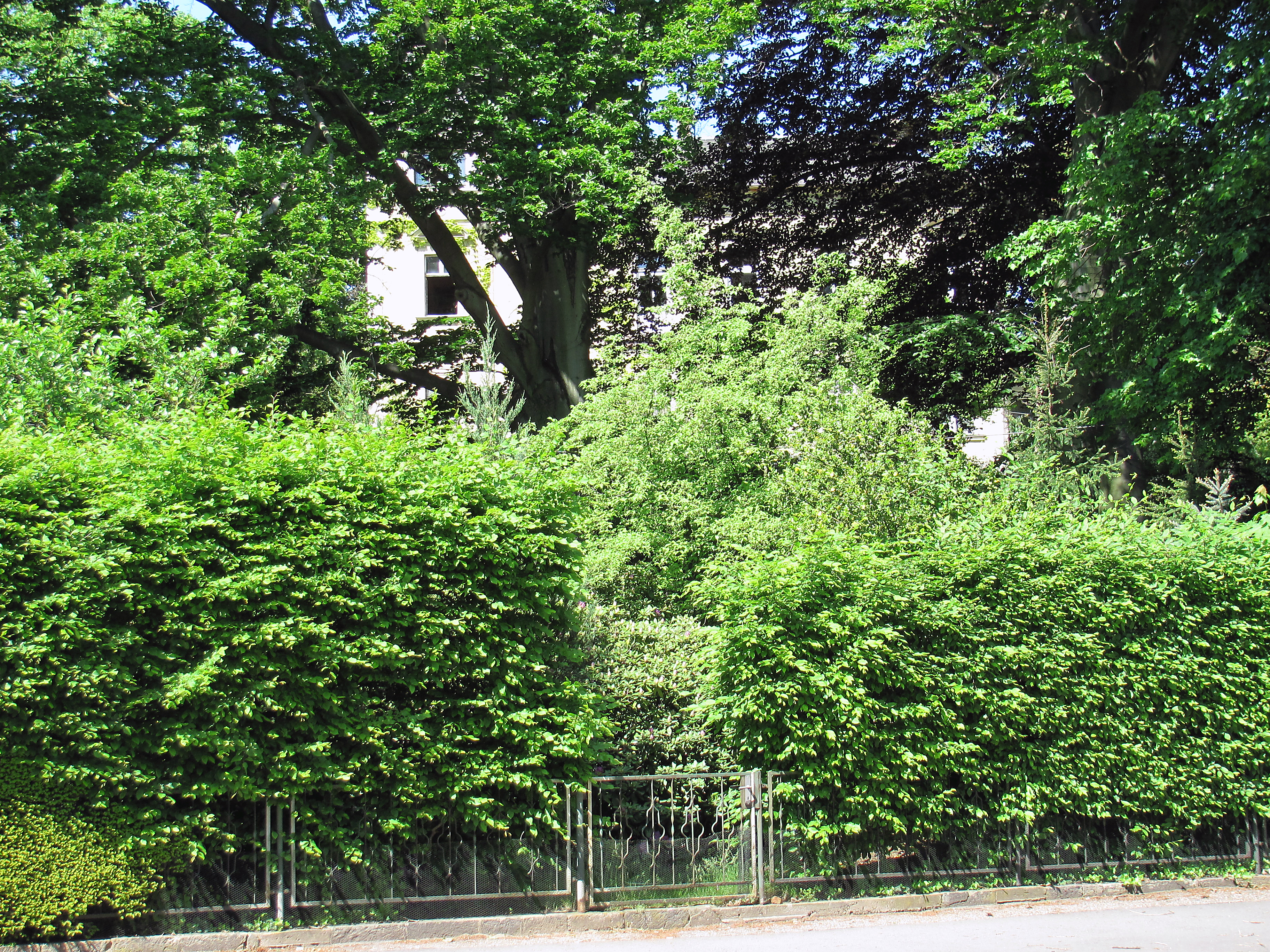
Park der Villa Hildebrandt, von der Meißner Straße aus

## Beschreibung
Die zweigeschossige, mit Villengarten und Terrassenanlage unter Denkmalschutz stehende Villa hat einen Drempel sowie ein flaches Satteldach. In der Straßenansicht zur Nordseite befindet sich ein schmaler, mit Lisenen versehener, Mittelrisalit mit der Haustür. Der Putzbau ist mit Stuckdekor verziert.
Der auf der Gartenseite nach Süden angebaute Flügel mit abgeplattetem Walmdach mit volutenverzierter Dachgaube entstand bei einem späteren Umbau. Auf der linken Seite der Gartenansicht steht ein dreigeschossiger Turm mit einer Haube. Über der mittig in der Gartenansicht platzierten Terrasse mit Freitreppe steht eine prachtvolle Eisenkonstruktion in neobarocken Formen als Altan. Die reichverzierten Stützen, Gesimse und Gitter sind aus Stahl, Gusseisen, Zink und Bronze.
Der Außenbereich des Anwesens, der sich von der Borstraße bergab bis zur Meißner Straße erstreckt und mit alten Bäumen bestanden ist, gilt als Werk der Landschafts- und Gartengestaltung.

## Geschichte
Der Advokat Julius Witschel ließ sich 1872 durch den Kötzschenbrodaer Baumeister August Große ein Wohnhaus errichten.
Der spätere Eigentümer, der Fabrikant Emil Hildebrandt, Mitinhaber der Großlugaer Firma Kelle & Hildebrandt, ließ auf der Gartenseite des Gebäudes 1895 „eine außerordentlich prachtvolle Eisenkonstruktion eines Altans“ aufstellen. Dieser soll als Ausstellungsstück seiner Firma auf der Weltausstellung 1889 in Paris gestanden haben, auf der auch der Eiffelturm und die Galerie des Machines ausgestellt wurden.
Hildebrandt ließ 1905 seine Villa durch den Baumeister F. A. Bernhard Große umbauen.
Im Winter 2022 fehlte die Eisenkonstruktion des Balkons.